# Asteromata
Asteromata (gr. Αστερομάτα) – singel greckiej piosenkarki Klavdii, wydany 31 stycznia 2025.
Kompozycja reprezentowała Grecję w 69. Konkursie Piosenki Eurowizji (2025).

## Geneza utworu i historia wydania
Utwór napisali i skomponowali Arcade (Anastasios Ramos, Diverno, Gambriel Rasel i Pawlos Manolis), którzy odpowiadają również za produkcję piosenki i Klawdia Papadopulu. Piosenkarka o singlu:

To dialog między matką i córką, który opowiada o rozstaniu, o miłości, która pozostaje, nawet gdy ich drogi się rozchodzą. Słyszałam wiele różnych interpretacji tej piosenki, i to jest właśnie piękne w muzyce: każdy interpretuje ją na swój własny sposób. Zamykam oczy i z każdym wersem podróżuję dookoła świata. […] Nigdy nie zastanawiałam się, czy ten utwór nie jest za ciężki na konkurs. Chciałam czegoś, co całkowicie mnie wyraża. Nie poszłam zrobić czegoś, co pasuje, poszłam zrobić coś, co wygląda jak ja, reprezentuje mnie i jest mną.

Singel ukazał się w formacie digital download 31 stycznia 2025 w Grecji za pośrednictwem wytwórni płytowej Arcade w dystrybucji Panik Records.

## Konkurs Piosenki Eurowizji
Piosenka została zgłoszona do preselekcji Etnikos Telikos 2025, wyłaniających reprezentanta Grecji w Konkursie Piosenki Eurowizji 2025 w Bazylei. 30 stycznia zwyciężyła finał eliminacji zdobywszy w sumie 44 punkty od jury greckiego, międzynarodowego i telewidzów, otrzymując tym samym prawo do reprezentowania kraju. Utwór został zaprezentowany w drugim półfinale 15 maja 2025.

### Odbiór
Według tureckich mediów eurowizyjnych, turecki nadawca Türkiye Radyo Televizyon Kurumu (TRT) miał rozważać złożenie skargi do Europejskiej Unii Nadawców w związku z domniemanymi odniesieniami w utworze do ludobójstwa Greków pontyjskich – mniejszości greckiej w Turcji (wówczas Imperium Osmańskim), z której wywodzą się przodkowie Klavdii. Turecka telewizja miała potwierdzić w rozmowie z portalami eurowizyjnymi, że została poinformowana o tych zarzutach i zamierza je przeanalizować. Zarówno Klavdia, jak i grecka delegacja zaprzeczyli jednak tym spekulacjom, podkreślając, że utwór nie zawiera treści politycznych.

## Lista utworów
- Digital download[4]

1. „Asteromata” – 2:55

## Notowania
| Kraj            | Lista (2025)      | Najwyższa pozycja |
| --------------- | ----------------- | ----------------- |
| Grecja          | IFPI Greece Local | 3                 |
| Litwa           | Singlų Top 100    | 52                |
| Szwecja         | Sverigetopplistan | 12                |
| Wielka Brytania | UK Download Chart | 91                |
| Wielka Brytania | UK Singles Sales  | 96                |

## Certyfikaty i sprzedaż
| Kraj                 | Certyfikat      | Sprzedaż   |
| -------------------- | --------------- | ---------- |
| Grecja (IFPI Greece) | platynowa płyta | 2 000 000+ |